# Wiesława Stefan
Wiesława Stefan (ur. 1950 w Wałbrzychu) – polska terapeutka, pedagog, wykładowca uniwersytecki.

## Życiorys
Pracowała w Instytucie Pedagogiki na Wydziale Nauk Historycznych i Pedagogicznych Uniwersytetu Wrocławskiego. Jest wykładowcą na Papieskim Wydziale Teologicznym we Wrocławiu, a także jest zaangażowana w poradnictwo i w terapię rodziny. Pracowała jako terapeutka i dyrektor Specjalistycznej Poradni Rodzinnej we Wrocławiu . Jest autorką publikacji dotyczących zagadnień życia małżeńskiego i rodzinnego.

## Nagrody i wyróżnienia
- Brązowy Krzyż Zasługi (2003)[3],
- Medal "Niezłomni" (2023) – za działalność na rzecz NSZZ „Solidarność”[4].

## Książki
- Uzdrawianie relacji - Wyd. Salwator, (2013), 110 s., ISBN 978-83-7580-343-3,
- Jak radzić sobie z kryzysem ... W. Stefan CD[5].